# Ghee
Ghee (hindi घी og urdu گھی, fra sanskrit ghṛta घृत, samt fra arabisk som سمن, samn, der betyder "ghee" eller "fedt") er en type klaret smør, som er vigtig i såvel indisk og pakistansk som egyptisk madlavning. Ghee fremstilles ved at opvarme usaltet smør ved meget lav varme, hvorefter smørret deler sig i proteiner, hovedsageligt kasein, og rent smørfedt. Det rene smørfedt tages fra og bliver i fast tilstand til ghee. Gheen må ikke blive for varm. Hvis gheen har fået en nøddeagtig aroma, er den brændt på og har mistet nogle af sine positive egenskaber.
Hvis gheen opbevares i en lufttæt beholder, for at undgå iltning, kan den, i modsætning til smør, holde sig frisk i lange perioder ved stuetemperatur. Grunden til dette er, at tilberedningen fjerner bakterier, enzymer og vand. Samtidig kan ghee opvarmes til meget højere temperaturer end smør uden at udvikle en brændt smag. Derfor egner ghee sig godt til dybstegning.
Ghee består af 100% rent fedt.
De indiske ayurvediske tekster hævder, at indtagelse af ghee øger virilitet og seksuel potens.[kilde mangler]